# Instituto Tecnológico y de Estudios Superiores de Monterrey, Campus Ciudad de México
El Instituto Tecnológico y de Estudios Superiores de Monterrey, campus Ciudad de México es uno de los campus del Instituto Tecnológico y de Estudios Superiores de Monterrey. Se ubica en la alcaldía Tlalpan, al sur de la Ciudad de México.

## Historia

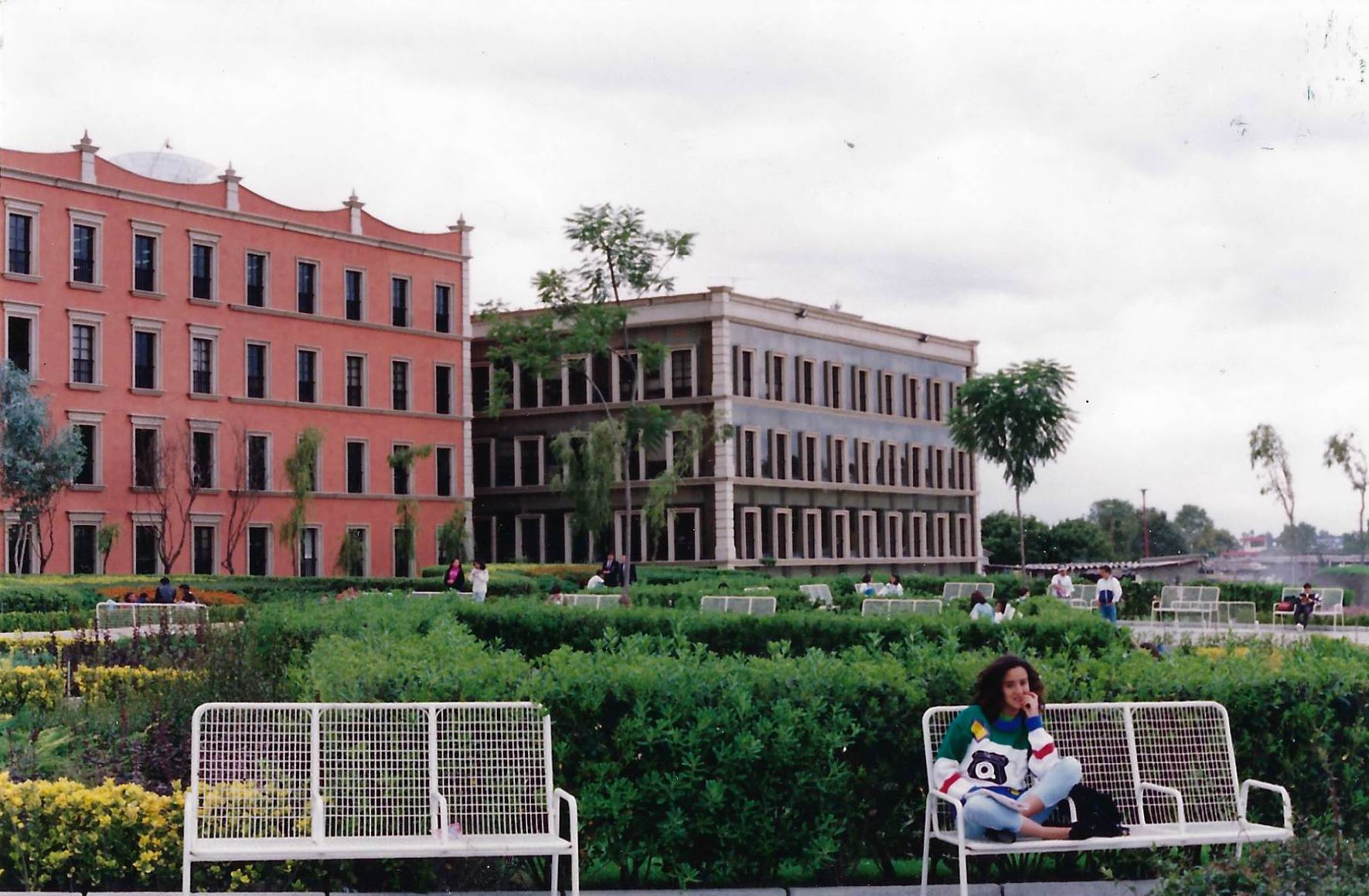
Aulas 1 y Oficinas 1 en 1992

El Tecnológico de Monterrey en la Ciudad de México inició operaciones en el año de 1973 con la denominación de "Unidad Ciudad de México" en un edificio en la calle de Dr. Lucio n.º 102,  contando en ese año con 97 alumnos.
Para 1977, con 72 candidatos a nivel maestría graduados, se abre la sección de Preparatoria con 12 estudiantes y la Unidad cambia de ubicación a Fray Servando Teresa de Mier n.º 99. Este edificio es actualmente el Plantel Centro Histórico de la Universidad Autónoma de la Ciudad de México.
Durante los 80 el Campus creció, añadiendo más programas de estudio y con más alumnos. Centros de investigación con el objetivo de manejo de calidad, productividad, ciencias computacionales, negocios internacionales y espíritu empresarial fueron abiertos. En 1986, el campus albergaba a 1,035 alumnos.
En 1989 se compra el terreno que es sede actual del Campus Ciudad de México en la alcaldía Tlalpan. A inicios del año siguiente, se comienza la construcción de la primera etapa que incluía el edificio de Aulas I y Oficinas I, para iniciar clases en agosto de 1990; contando con 30 salones, el edificio administrativo, campo de fútbol, dos canchas de tenis y estacionamiento. En los años posteriores se continuaría con la construcción de los edificios para así contar finalmente con cuatro edificios de aulas, cinco de oficinas, cafetería, biblioteca y el Centro de Desarrollo Empresarial y Tecnológico (CEDETEC-CEMEX), el cual fue inaugurado en 2005 por el presidente de la República, Vicente Fox Quesada. Asimismo, en 2003 se inauguraron las instalaciones deportivas del campus ubicadas a una cuadra del polígono principal. El campus fue el primero en América Latina que se asoció con el Instituto Tecnológico de Massachusetts, Universidad Carnegie Mellon y Universidad de Yale en la forma de un consorcio. La construcción también incluye obras de arte mayores como el Ajedrez de Miguel Peraza. El gran ajedrez y esculturas le han dado el apodo de “Campus del Ajedrez”. La escultura del “Rey” está a lado de la entrada principal a la biblioteca. Otras obras de arte incluyendo el mural hecho por Raúl Anguiano “El Hombre, la Palabra y la Técnica” en el Centro Electrónico de Cálculo.
El Campus Ciudad de México fue reconocido por su increíble arquitectura  de estilo colonial mexicano la cual fue elegida así para tener similitud a la arquitectura colonial del centro de la Ciudad de México por ser este el campus principal de la capital.

En noviembre de 2017, el Centro Cultural y Deportivo se volvió el Campus temporal, con la instalación de 120 aulas prefabricadas y equipadas con todo lo necesario para permitir la continuidad académica. 

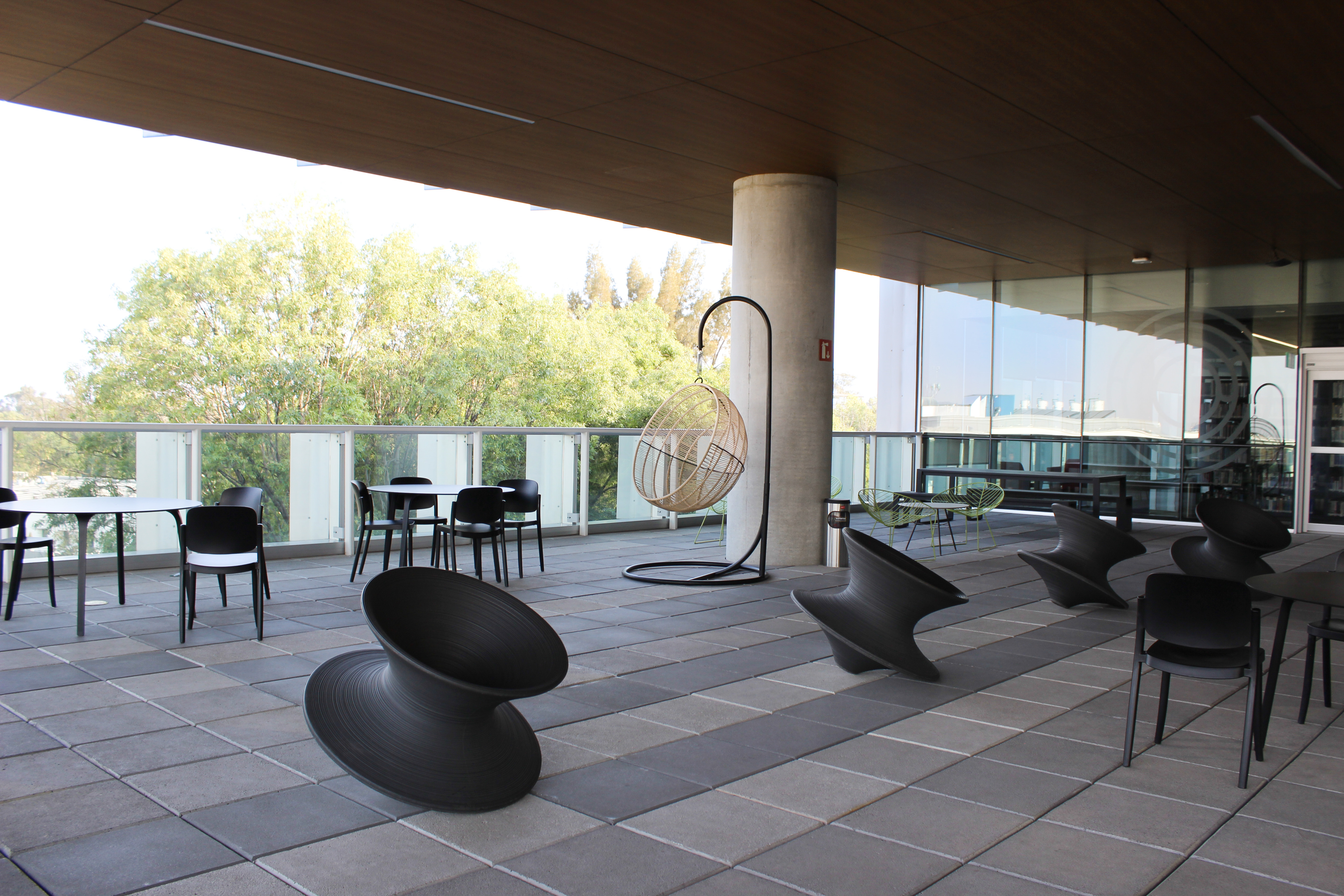
Terraza BiblioTec

El en nuevo campus Ciudad de México, nuestros edificios implementan estrategias y prácticas que reducen el impacto ambiental y mejoran la calidad de vida de las personas, siendo reconocidos con las certificaciones LEED Plata, para las aulas académicas y LEED Platino en BiblioTec. Además, con el proyecto “Distrito Tlalpan”, el campus tiene como propósito transformar el entorno urbano y social de la zona sur de nuestra ciudad en vinculación con nuestra comunidad.

## Directores del campus
Desde 1973 el Tecnológico de Monterrey campus Ciudad de México ha contado con los siguientes directores generales:

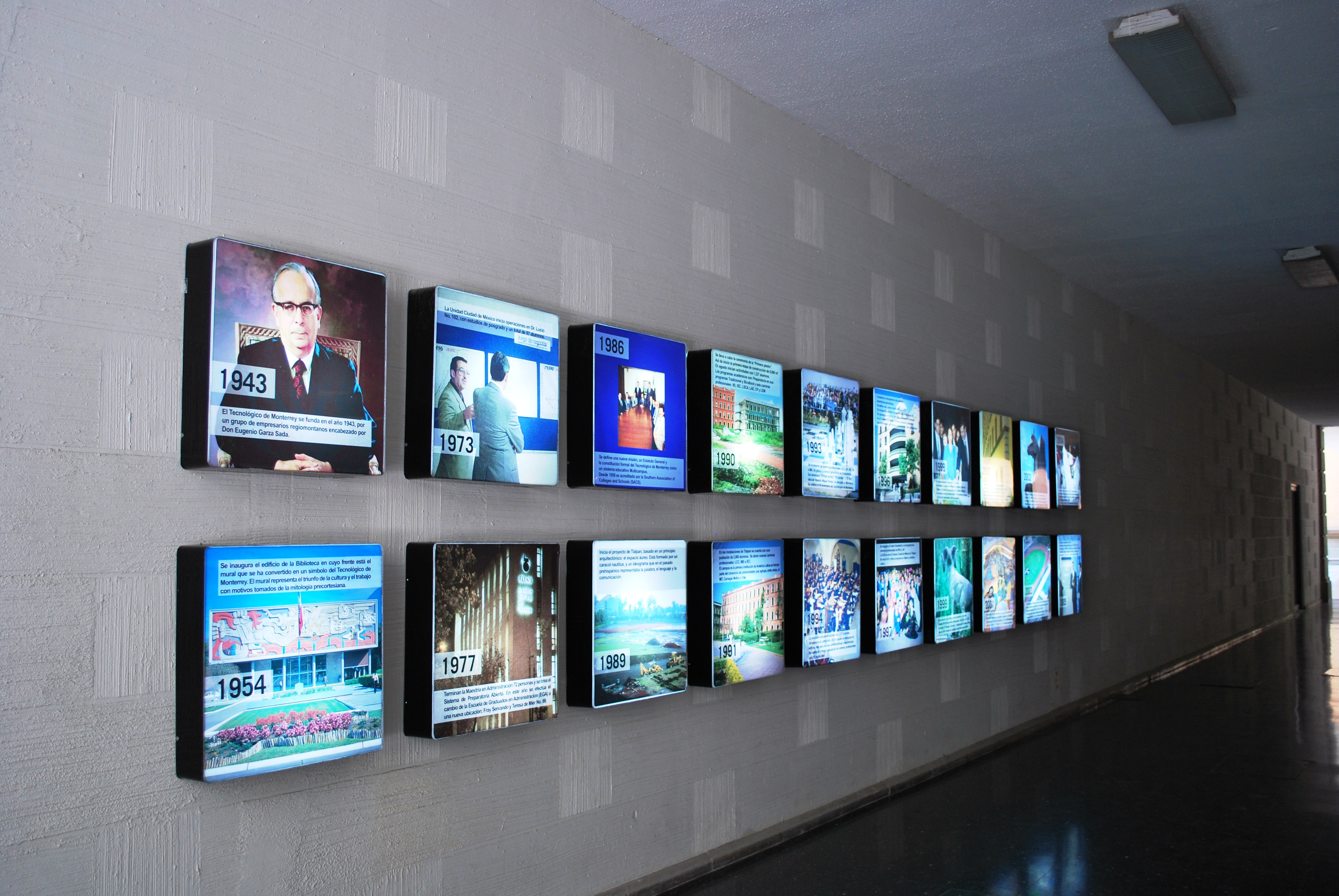
Historia del Campus en Aulas III

- C.P. Francisco Abel Treviño (1973-1976)
- Lic. Antonio Espinoza Ruiz (1976-1978)
- Dr. Félix Castillo (1978-1981)
- Ing. Juan Manuel Durán (1981-1987)
- Ing. José Arturo Soltero Curiel (1987-1995)
- Ing. Carlos Enrique González Negrete (1995-2005)
- Dr. Julio E. Rubio (2006)
- Dr. Pedro Antonio Prieto Trejo (2006-2008)
- Dr. Arturo Molina Gutiérrez (2008-2010)
- Dr. Ricardo Ambrocio Ramírez Mendoza(2011-2014)
- Dr. Pedro Luis Grasa Soler (2014-2016)
- Dr. Rashid Abella Yunez (2017- presente)

## Distrito Tlalpan

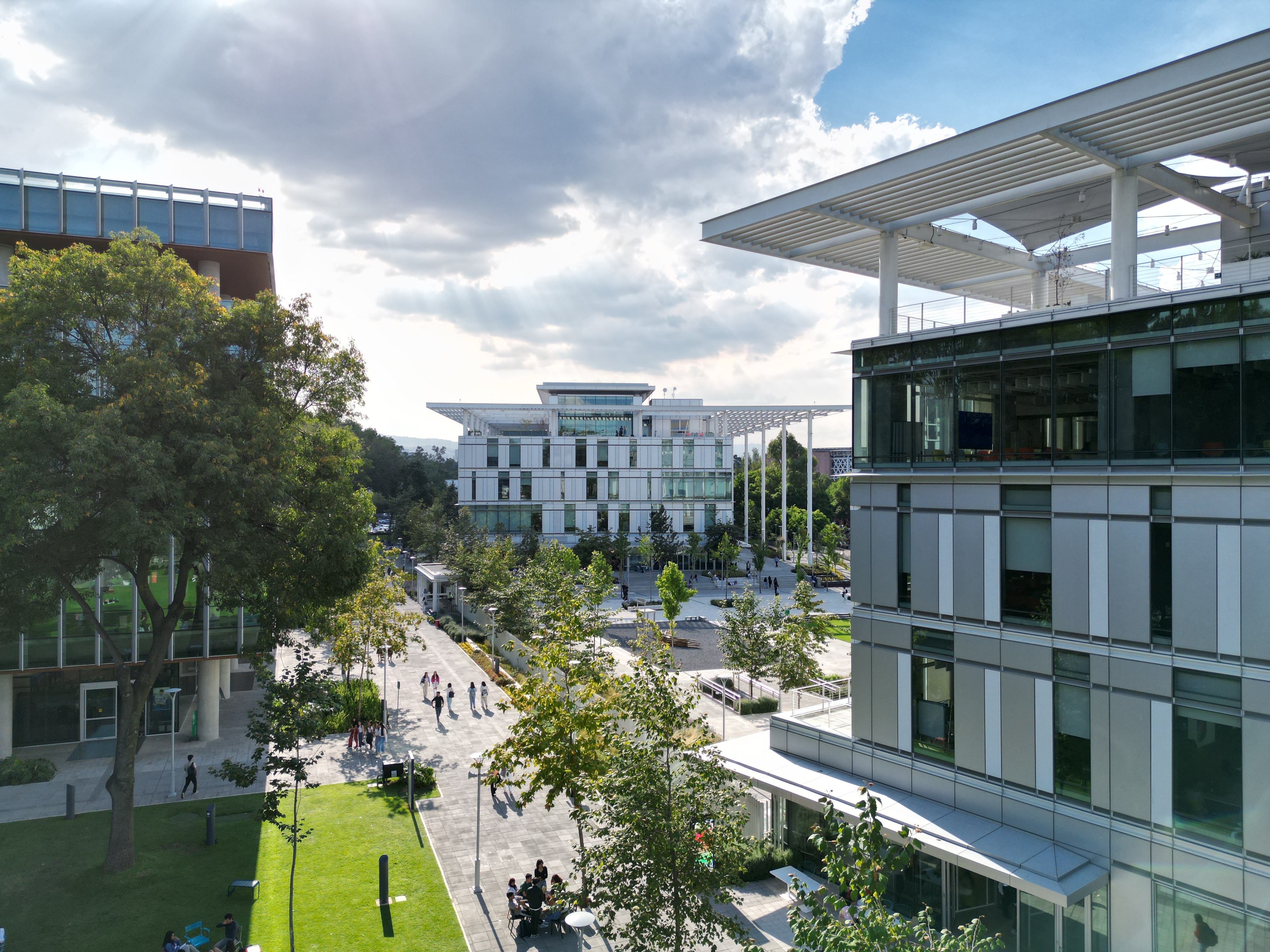
Campus Ciudad de México.

La visión compartida del Tec con grandes organizaciones innovadoras y comprometidas con el desarrollo de su comunidad y la alcaldía de Tlalpan, nos hemos unido para mejorar la calidad de vida en un polígono geográfico al sur de la Ciudad de México. Así es como nació el Distrito Tlalpan, un espacio que además de beneficiar a los habitantes de la zona sur, potencializará la investigación, el emprendimiento y por supuesto, la innovación.  

## Academia

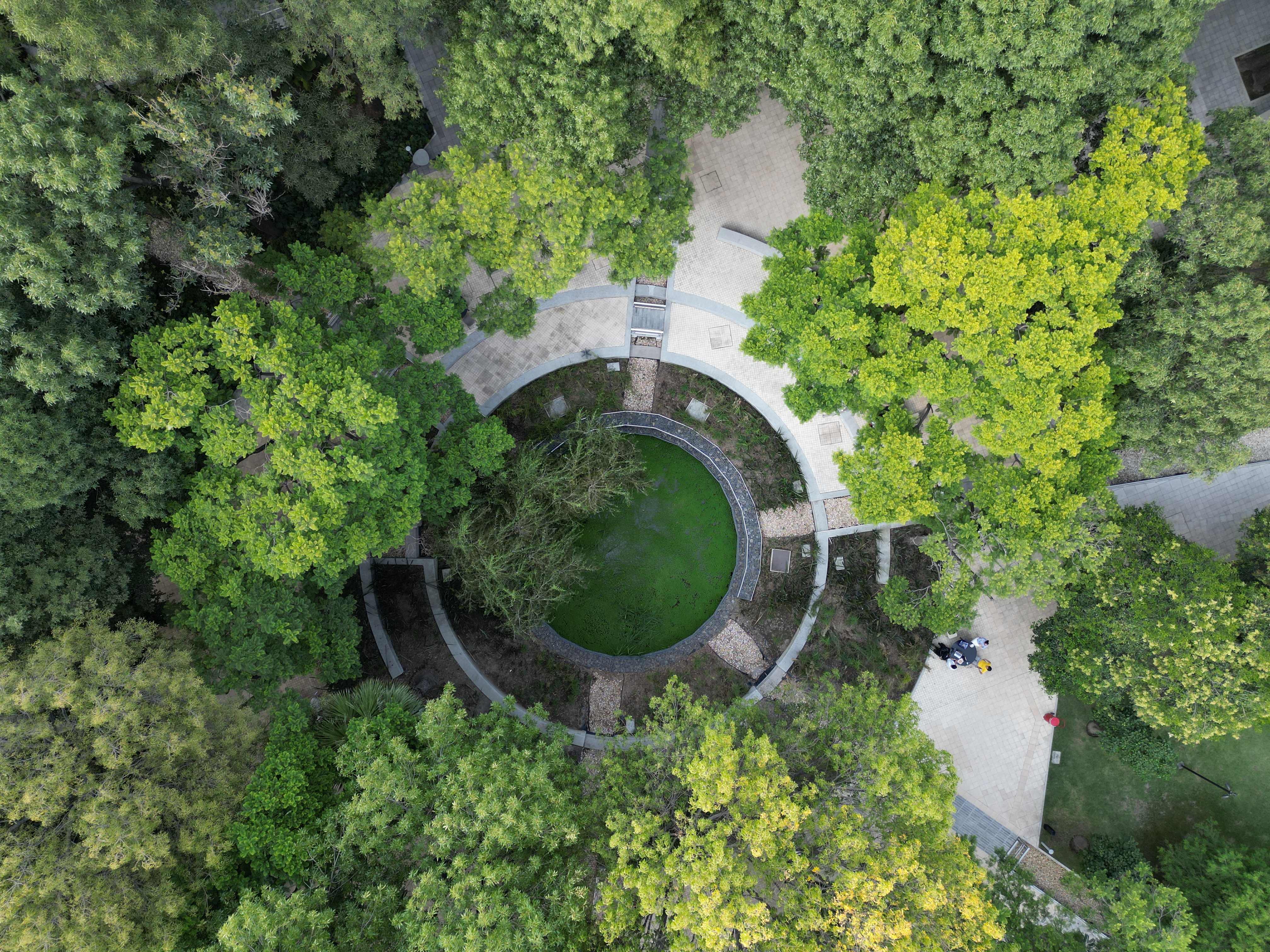
Cenote. Recolector de agua pluvial

El campus Ciudad de México imparte los siguientes programas académicos:
- Preparatoria. Se ofrecen tres programas de preparatoria que son: PrepaTec Bicultural, PrepaTec Multicultural y Bachillerato Internacional. El programa Bicultural se concentra en estándares académicos altos, programas internacionales, pensamiento crítico y un estudio del inglés. El Programa Multicultural tiene un enfoque internacional, con experiencias internacionales y materias impartidas en inglés. Por último el Bachillerato Internacional es parte de un programa europeo que se encuentra en 119 países alrededor del mundo.[3][4]Claustro académico durante ceremonia de graduación

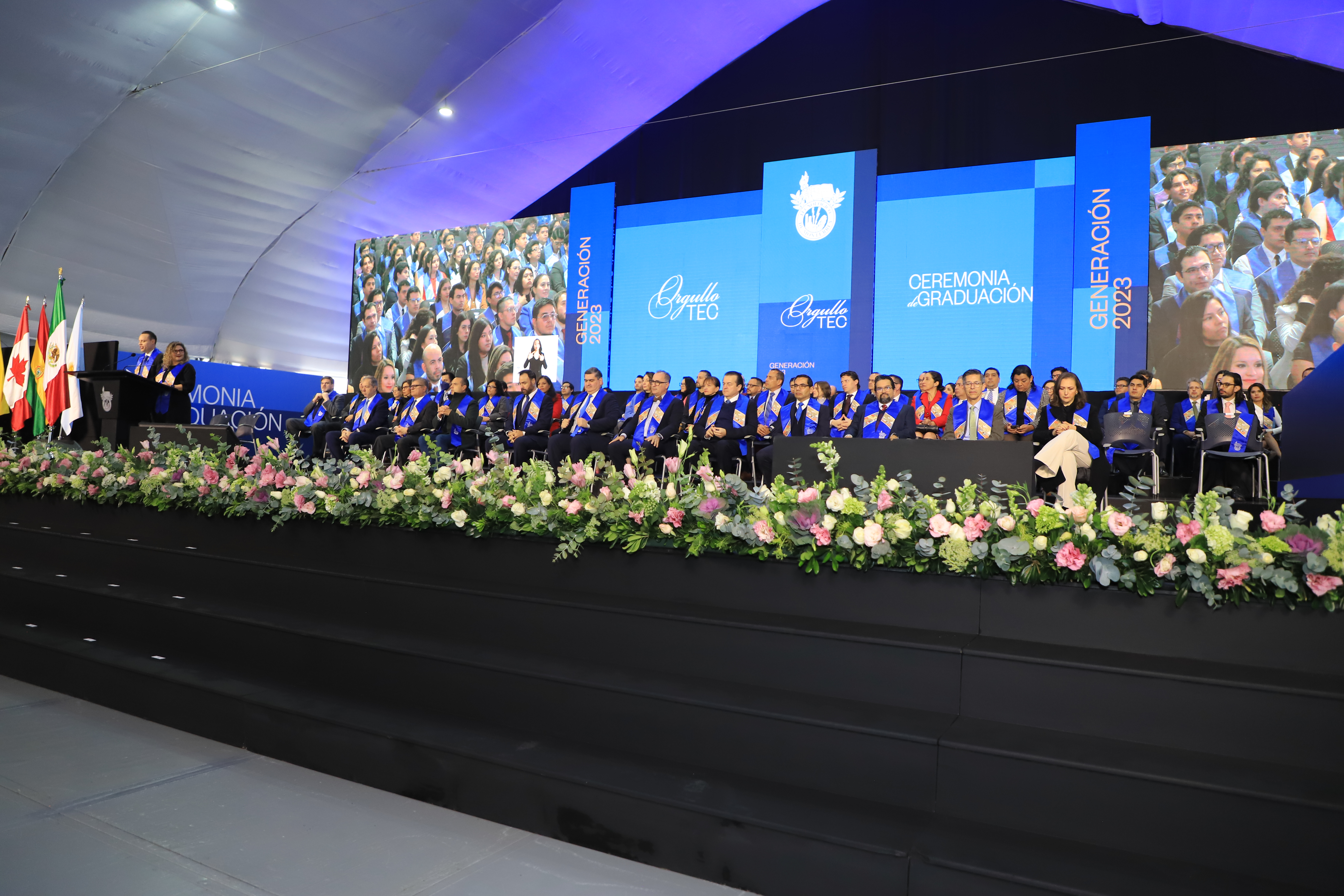
Claustro académico durante ceremonia de graduación

- Profesional. Ofrece 28 programas de las 5 escuelas. Escuela de Ingeniería y Ciencias (EIC), Escuela de Humanidades y Educación (EHE), Escuela de Negocios (EN), Escuela de Gobierno y Ciencias Sociales (EGCS), Escuela de Arquitectura, Arte y Diseño (EAAD), Escuela de Medicina y Ciencias de la Salud (EMCS).

- Posgrado. Diplomados, programas de Educación Continua, Maestrías y Doctorados.

## Investigación
El la última década, el Tecnológico de Monterrey se ha destacado por la cantidad y calidad de su investigación. En Campus Ciudad de México, el enfoque de la investigación ha sido en investigación práctica y aplicada.

### Patentes y propiedad intelectual

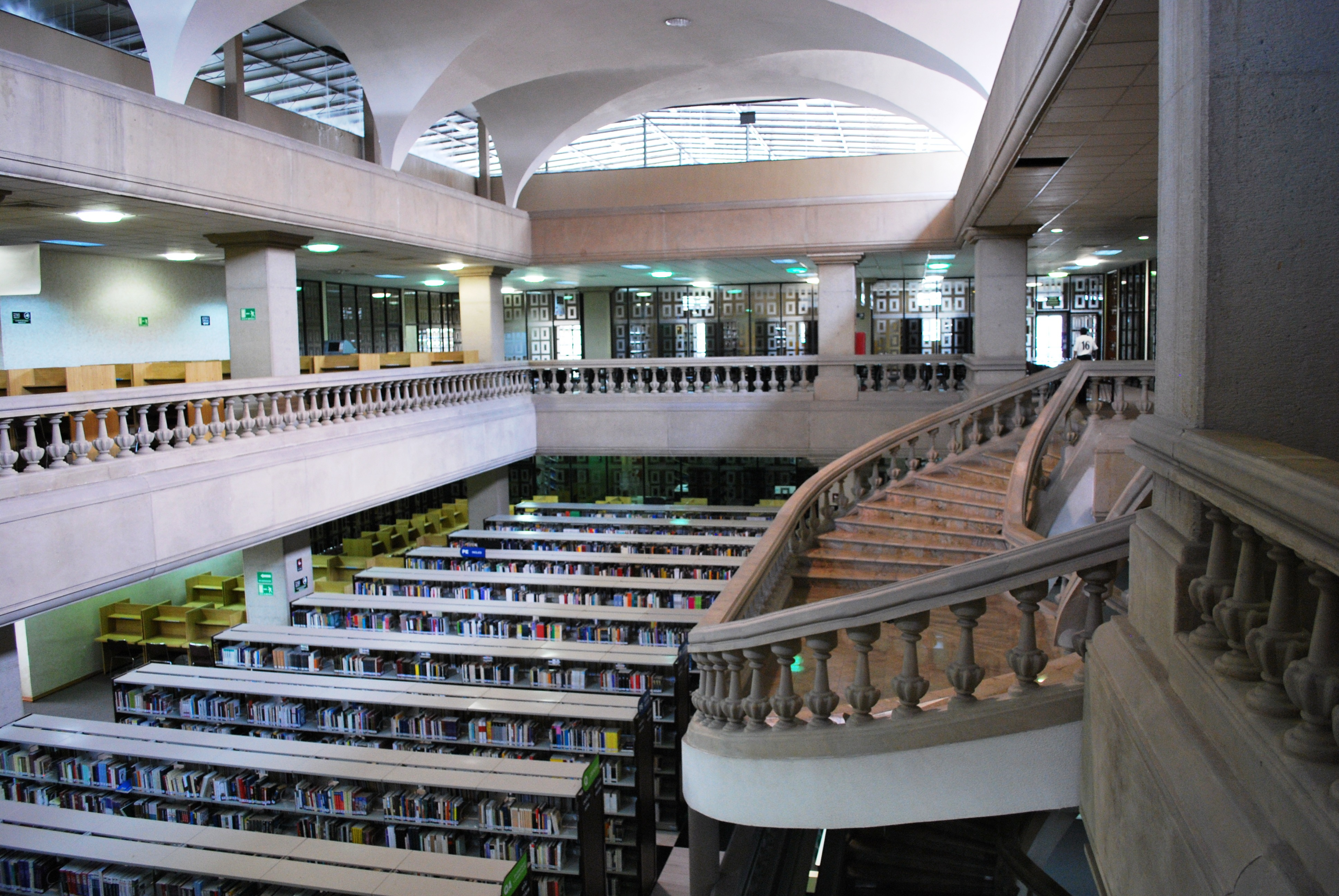
Interior del tercer piso de la Biblioteca

En el Campus Ciudad de México, se ha presentado 19 solicitudes de patente desde 2008, año en que se presentó la primera solicitud de patente en este campus. También se ha publicado 7 patentes, incluso 2 ante la Organización Mundial de la Propiedad Intelectual (OMPI).

### Sistema Nacional de Investigadores
Actualmente, el Tecnológico de Monterrey rankea 11 en número de investigadores en el Sistema Nacional de Investigadores del Consejo Nacional de Ciencia y Tecnología (CONACYT), México, con 262 profesores-investigadores como miembros.  De estos, 89 pertenecen a la Rectoría de la Zona Metropolitana de la Ciudad de México. En la RZMCM, 41 investigadores, casi la mitad, pertenecen al Campus Ciudad de México.
Los números de SNIs del campus en 2011 por nivel son:
- Nivel 3: 2
- Nivel 2: 6
- Nivel 1: 21
- Candidato: 8

### Grupos de investigación
En este campus, hay 14 grupos de investigación, llamadas "cátedras de investigación" o "cátedras". Las cátedras de la RZMCM abarcan 8 diferentes áreas estratégicas:
- ciencias sociales (4 cátedras)
- gobierno (3)
- negocios (2)
- tecnologías de la información y comunicaciones (1)
- manufactura y diseño (1)
- humanidades (1)
- mecatrónica (1)
- educación (1)

## Deportes
El campus cuenta con instalaciones deportivas en un terreno de más de 40,000m2 en las cuales se encuentran la cancha de fútbol americano, fútbol rápido, voleibol de playa, canchas de tenis, gimnasio y vestidores para los usuarios.
El campus Ciudad de México también ha tenido entre sus alumnos a deportistas olímpicos entre los que están Horacio de la Vega Flores, Jashia Luna, Óscar Soto y Patrick Loliger.

### Borregos CCM

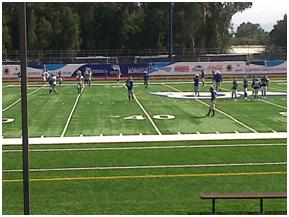
Borregos CCM

En fútbol americano, el campus Ciudad de México conformó su equipo en 1990, iniciando en las categorías Juvenil “A” e Intermedia. En 1994, con la llegada del Entrenador Manuel “Pibe” Vallarí, se invitan a jugadores externos a unirse al equipo y a la institución. En 2000, con Jaime Antonio Martínez Celaya como Head Coach, el equipo llega a la Gran Final de la Conferencia Nacional enfrentando a los Borregos del Campus Ciudad Juárez con lo que obtuvieron el pase a la Conferencia de los Diez Grandes.
En 2006 de nombra a César Martínez Sánchez como Head Coach y se llega a la semifinal que se jugó contra los Aztecas en Puebla. Para 2008, varios equipos se separan de la ONEFA y los Borregos CCM deciden quedarse en el grupo en el que se encuentran los TECs, la UDLA y la UANL al considerarla la más competitiva.

### Borregos salvajes
El equipo representativo de fútbol mayor es dirigido por Hugo Lira.

## Incubadora Social
La incubadora social es la institución del Campus Ciudad de México dedicada a ofrecer programas de educación, desarrollo humano, económico y social de la comunidad. Con el apoyo de profesores y alumnos se actúa como motor de desarrollo para las familias más marginadas a través de programas como son la educación (promoción de la lectura, fomento de la autoestima, formación integral), desarrollo y creación de empresas (vinculación de créditos), salud y nutrición, y asesoría profesional.

## Parque Tecnológico

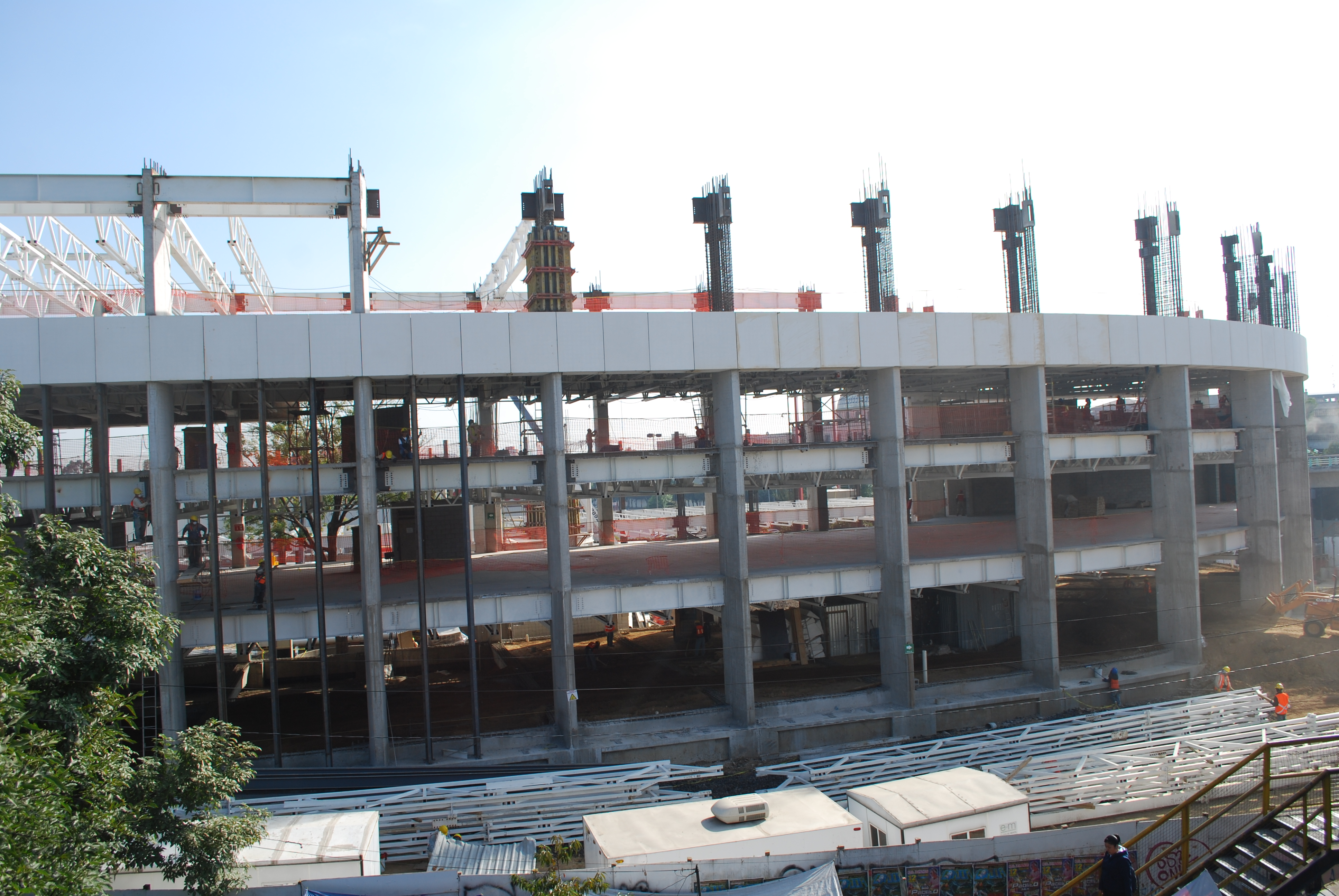
Construcción del Parque Tecnológico

En octubre de 2010 se colocó la primera piedra de lo que será el Parque Tecnológico del Campus Ciudad de México el cual será de Ciencias de la Vida que se une a los 13 Parques Tecnológicos que ya posee el Sistema Tecnológico de Monterrey y que es su construcción cuenta con el apoyo del Gobierno de la Ciudad de México. La investigación en este centro se centrará en áreas de Biotecnología y Medicina al existir en las cercanías diferentes hospitales y centros de investigación.